# Universitatea Tehnică „Gheorghe Asachi” din Iași
Universitatea Tehnică „Gheorghe Asachi” din Iași (acronim: TUIASI) este o instituție de învățământ superior din Iași, România, înființată în anul 1937. În 2011, a fost clasificată în prima categorie din România, cea a universităților de cercetare avansată și educație. Universitatea este membră a Alianței Române a Universităților Tehnice (ARUT), ce include cele mai importante universități cu profil tehnic din România.

## Istoric

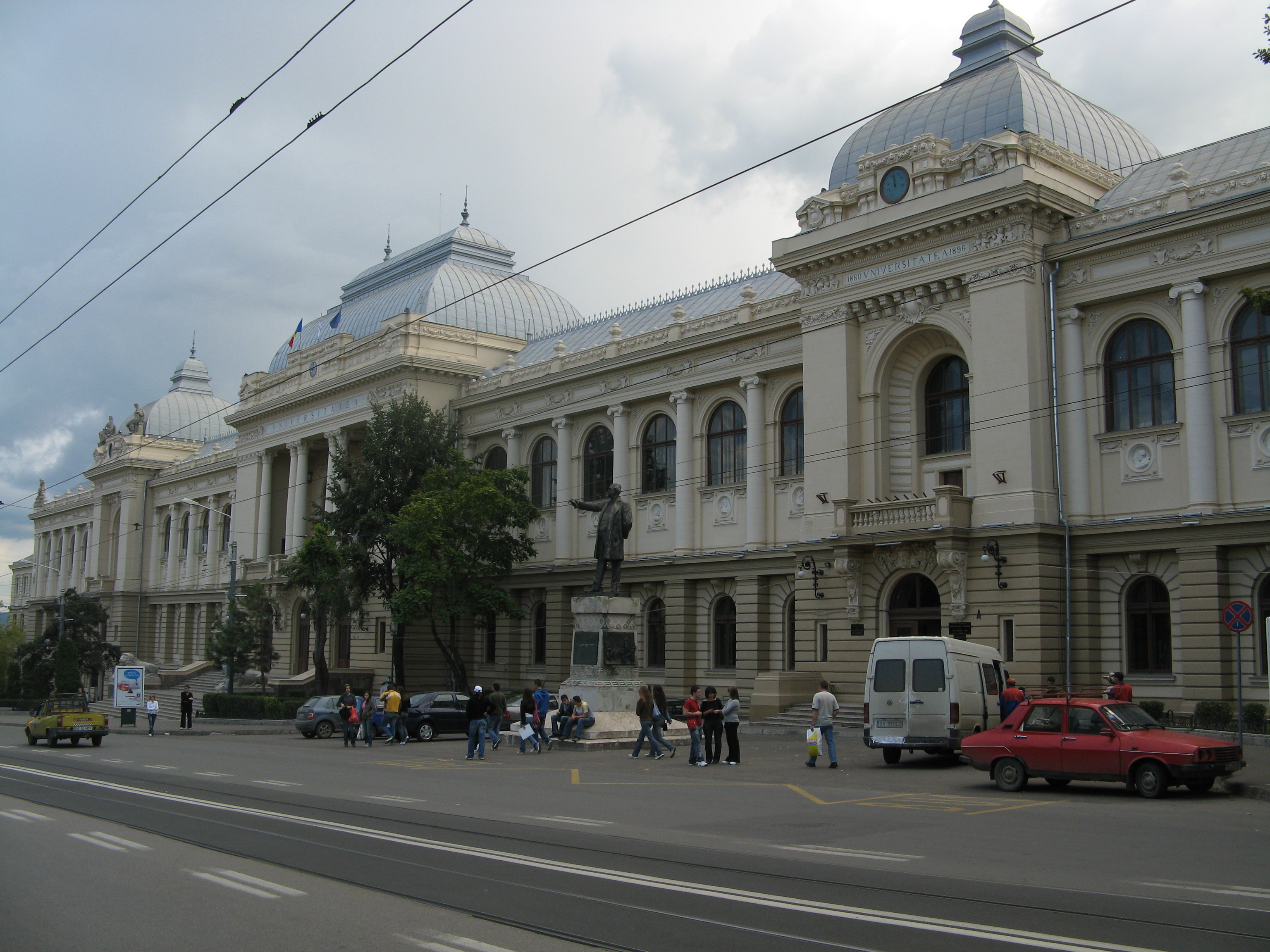
Corpul A din aripa veche (1893-1897) a Palatului Universității din Copou găzduiește sediul Bibliotecii Universității Tehnice, Aula "Gheorghe Asachi", precum și Facultatea de Electronică și Telecomunicații

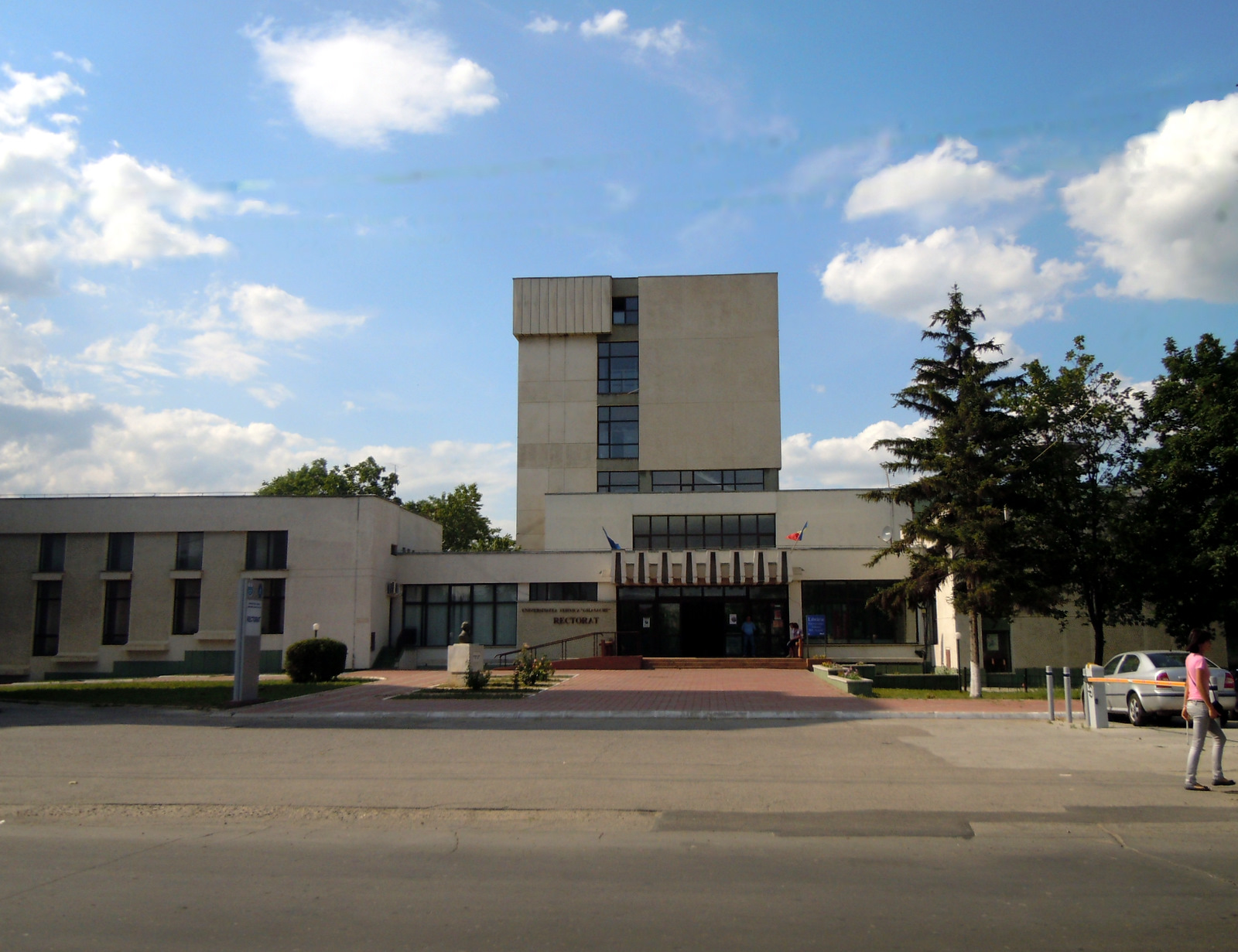
Rectoratul Universității Tehnice "Gheorghe Asachi"

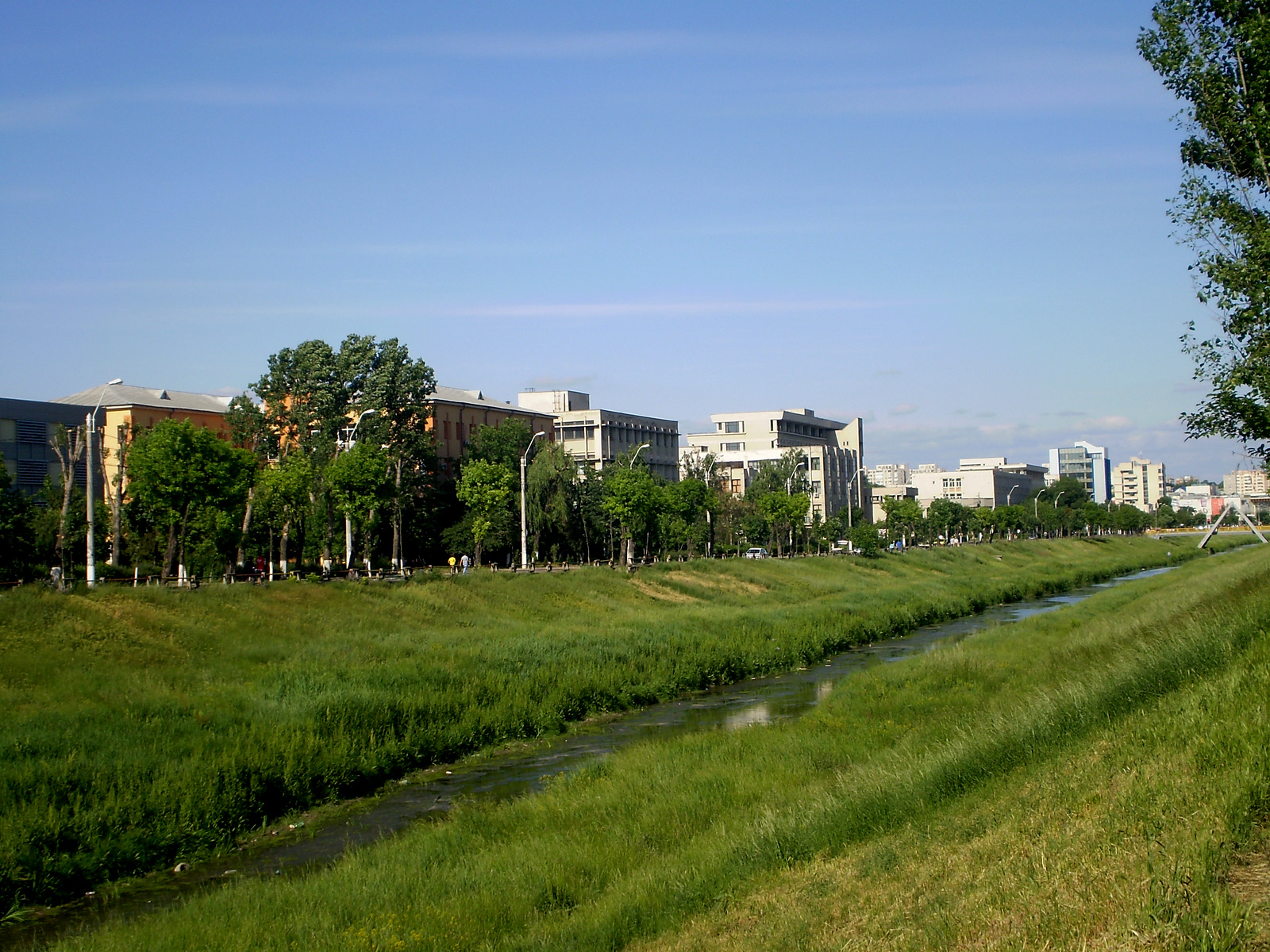
Platforma Universității Tehnice "Gheorghe Asachi" situată pe splaiul râului Bahlui

Universitatea tehnică ieșeană este moștenitoarea spirituală a tradițiilor învățământului tehnic superior românesc, ale cărui origini se leagă de prima școală de inginerie de pe teritoriul actual al României, Școala de Ingineri Hotarnici și Civili, creată în 1813, în Moldova, în cadrul Academiei Domnești din Iași, de către marele cărturar Gheorghe Asachi.
În continuare, școala se dezvoltă în cadrul Academiei Mihăilene (1835) și, ulterior, în cadrul Universității din Iași, înființată în anul 1860. 
În noiembrie 1910, în cadrul Facultății de Științe a Universității din Iași, se înființează Școala de Electricitate Industrială, eveniment care poate fi considerat actul de naștere a ceea ce va fi, ulterior, Școala Politehnică. Conducătorul acestei instituții a fost profesorul Dragomir Hurmuzescu. La puțin timp, școala se transformă în Institutul de Inginerie Electrică, prima instituție de formare a specialiștilor în domeniul ingineriei electrice din România.
În luna martie a anului 1937, învățământul superior tehnic este scos de sub egida Universității din Iași, prin înființarea Școlii Politehnice Iași. Instituția nou creată a luat de la bun început numele lui Gheorghe Asachi, întemeietorul învățământului superior tehnic românesc, iar primul său rector a fost profesorul universitar Cristea Otin.
În anul 1948, Școala Politehnică "Gheorghe Asachi" devine Institutul Politehnic "Gh. Asachi". La 17 mai 1993, în cadrul reformei învățământului superior din România, Institutul Politehnic iși schimbă numele în Universitatea Tehnică "Gheorghe Asachi".
Ziua Universității Tehnice „Gheorghe Asachi” se serbează la 15 noiembrie.

## Facultăți
Universitatea ieșeană pune la dispoziția celor interesați posibilități de dezvoltare profesională în diferite domenii tehnice prin facultățile sale: 
- Facultatea de Arhitectură "G. M. Cantacuzino"
- Facultatea de Automatică și Calculatoare
- Facultatea de Construcții și Instalații
- Facultatea de Construcții de Mașini și Management Industrial
- Facultatea de Design Industrial și Managementul Afacerilor
- Facultatea de Electronică, Telecomunicații și Tehnologia Informației
- Facultatea de Hidrotehnică, Geodezie și Ingineria Mediului
- Facultatea de Inginerie Chimică și Protecția Mediului „Cristofor Simionescu”
- Facultatea de Inginerie Electrică, Energetică și Informatică Aplicată
- Facultatea de Mecanică
- Facultatea de Știința și Ingineria Materialelor